# رباط باكوبن (عمد)

تعديل مصدري - تعديل

رباط باكوبن هي إحدى قرى  بمديرية عمد التابعة لمحافظة حضرموت، بلغ تعداد سكانها 560 نسمة حسب تعداد اليمن لعام 2004.